# Tas (jefe húngaro)

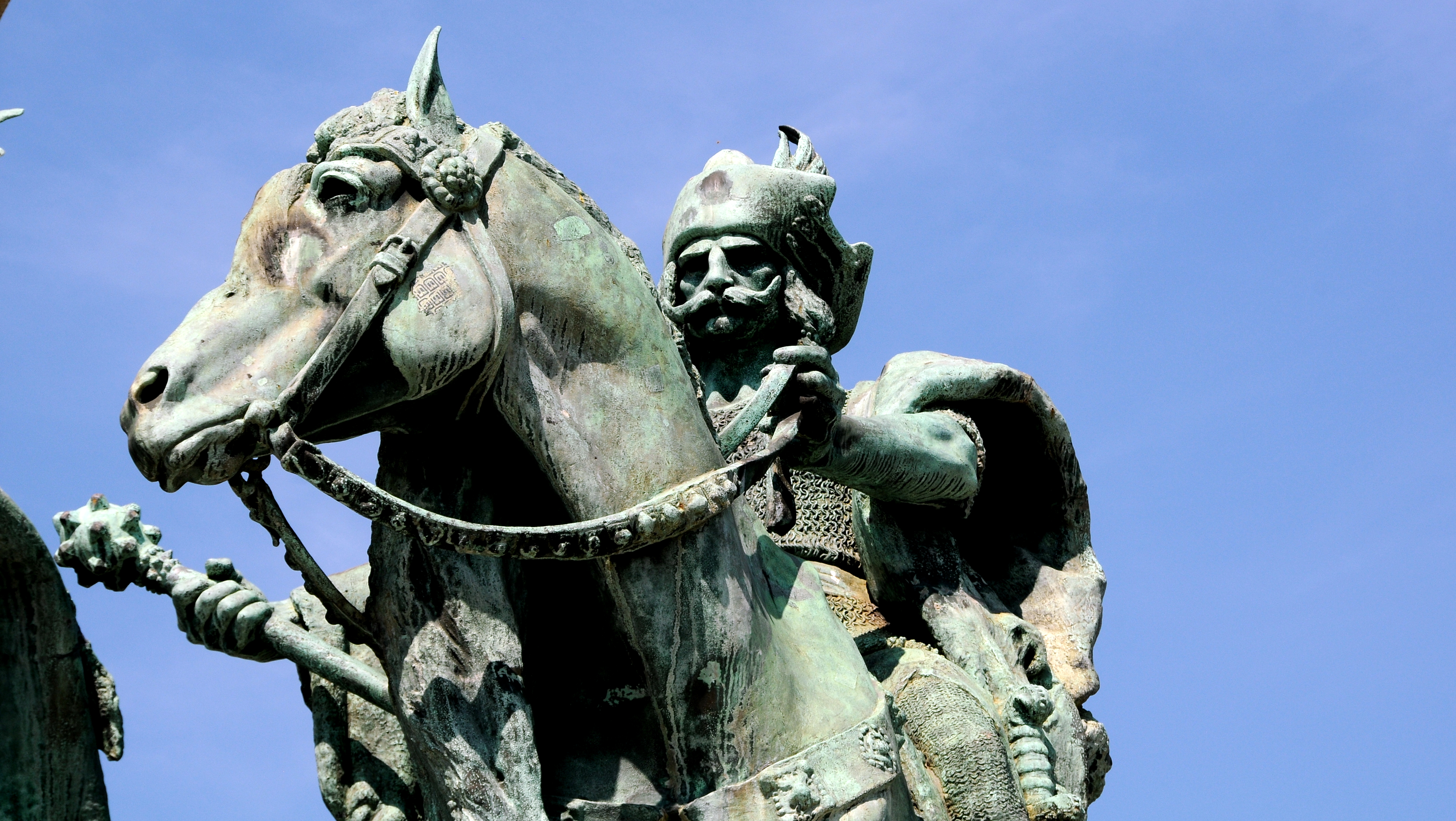
Estatua ecuestre de Tas en Budapest

Tas (¿-?), según la tradición fue uno de los siete jefes tribales húngaros que movilizaron a su nación en el siglo X hacia Europa desde Asia.

## Biografía
Tas, a quien se le atribuía el liderazgo de la tribu húngara de los Tarján, es considerado por muchos historiadores contemporáneos como el padre del jefe Lehel y nieto del Gran Príncipe Árpád, por lo que se niega que haya sido uno de los siete líderes tribales iniciales. Estos consideran improbable la posibilidad de que se trate de dos "Tas", pero esto no es totalmente descartable. Según Anónimo, el autor de la Gesta Hungarorum, Tas es mencionado como contemporáneo del príncipe Álmos de Hungría, padre de Árpád, haciendo a Lehel contemporáneo del segundo, lo cual es improbable, ya que éste vivió cerca de 60 años después del Gran Príncipe húngaro, siendo más posible que haya sido su nieto.
Hacia 948, el emperador bizantino Constantino VII menciona por su nombre en un documento a los cuatro hijos y cuatro nietos de Árpád. Dice que Teveli es hijo de Tarkacsu, Ezeleg es hijo de Jeleg, Falicsi (el Gran Príncipe húngaro para el momento del escrito) es hijo de Jutocsa y Taksony es hijo de Zolta. Luego continúa diciendo que Takarcsu y Teveli ya fallecieron, pero Termacsu, hijo de Teveli, se encuentra en la embajada junto a él. También comenta que los otros tres hijos de Árpád ya murieron, pero sus nietos, Fali, Tasi y Taksony aún viven. Desapareció entonces el anteriormente mencionado Ezeleg, pero ahora se encuentra en la lista Tasi. Aquí el emperador no menciona al quinto, y a su hijo mayor Liütika tampoco, a quien hace referencia en otros documentos sobre guerras contra los búlgaros.